# Rodolfo il Vecchio
Rodolfo II d'Asburgo, detto il Vecchio o  il Pacifico, (Habsburg, 1168 – Muri, 10 aprile 1232) fu conte d'Asburgo.

## Biografia
Egli era figlio di Alberto III il Ricco e di Ida di Pfullendorf, figlia di Rodolfo di Pfullendorf. Dopo la morte di suo padre nel 1199, divenne conte d'Asburgo. Fu il nonno di Rodolfo I, il primo sovrano asburgico del Sacro Romano Impero.
Intorno al 1200 Rodolfo fu inizialmente coinvolto nella disputa per il trono tedesco dalla parte di Ottone IV, ma in seguito disertò per gli Hohenstaufen: nel settembre 1212 infatti, si unì al giovane Federico II. Nel 1213 si trova presso la corte ad Hagenau. Garantisce per lui la considerevole somma di 1000 marchi al duca di Lorena Enrico I di Brabante. Nel 1214 presenziò alla campagna di Federico nel Brabante e nel Jülich e tornò con lui a Basilea. Risulta presente alla corte dell'imperatore Federico a Costanza e Überlingen nel 1216, così come di nuovo a Hagenau nel febbraio 1218, poco prima della nascita di suo nipote Rodolfo il 1º maggio 1218. Federico diede a Rodolfo il pegno per il baliaggio imperiale di Uri nel 1218.
Visitò l'imperatore tre volte in Italia, per esempio a Capua e Veroli nel 1222 quando incontrò papa Onorio III, poi nel 1226 con suo figlio Alberto quando una rivolta lombarda minacciava, e nel 1230 ad Anagni quando Federico e papa Gregorio IX si riconciliarono. Si trovò anche alla corte del figlio di Federico, il re Enrico VII. Nel 1224 a Basilea e a Berna con suo figlio Alberto IV, e il 23 ottobre 1229 a Überlingen.
Rodolfo fu sepolto nell'abbazia di Muri il 10 aprile 1232.

## Discendenza
Rodolfo sposò Agnese di Staufen (circa 1165/1170- prima del 1232); essa probabilmente non apparteneva alla stirpe degli Hohenstaufen, né della dinastia degli Stoufen (la Allianzwappen di Hans Ulrich Fisch è probabilmente impreciso); essa era figlia di Goffredo di Staufen e gli Acta Murensia intendono con "Staufen" la dinastia del castello di Stauf, situato tra Worms e Spira.
. Essi ebbero sei figli:
- Werner/Guarniero IV, morto giovane e senza eredi;
- Alberto IV (1188 – 1239), conte d'Asburgo;
- Rodolfo III (1195 – 1249), fondatore del ramo degli Asburgo-Laufenburg;
- Gertrude († 1241), che sposò il conte Ludovico III di Frohburg (1196-1256/1259 e sepolto a Zofingen);
- Heilwig († 1260), che sposò il conte Ermanno III di Frohburg († 1236/1237); essi ebbero Sofia di Frohburg († dopo il 1263), moglie di Walther di Klingen;
- una figlia, che sposò Walter, signore di Schwarzenberg.

## Ascendenza
|                                |                    |                         | Genitori                  |  |  | Nonni |  |  | Bisnonni            |  |  | Trisnonni           |  |
|                                |                    |                         |                           |  |  |       |  |  | Ottone II d'Asburgo |  |  | Werner II d'Asburgo |  |
|                                |                    |                         |                           |  |  |       |  |  | Ottone II d'Asburgo |  |  | Werner II d'Asburgo |  |
|                                |                    | Regelinda di Nellenburg |                           |  |  |       |  |  | Ottone II d'Asburgo |  |  |                     |  |
| Werner III d'Asburgo           |                    |                         |                           |  |  |       |  |  | Ottone II d'Asburgo |  |  |                     |  |
|                                |                    | Hilla di Pfirt          | Rodolfo di Pfirt          |  |  |       |  |  |                     |  |  |                     |  |
|                                |                    | Hilla di Pfirt          | Rodolfo di Pfirt          |  |  |       |  |  |                     |  |  |                     |  |
|                                |                    | Hilla di Pfirt          | …                         |  |  |       |  |  |                     |  |  |                     |  |
| Alberto III d'Asburgo          |                    | Hilla di Pfirt          |                           |  |  |       |  |  |                     |  |  |                     |  |
|                                |                    | Guarniero I di Homberg  | Rodolfo II di Homberg     |  |  |       |  |  |                     |  |  |                     |  |
|                                |                    | Guarniero I di Homberg  | Rodolfo II di Homberg     |  |  |       |  |  |                     |  |  |                     |  |
|                                |                    | Guarniero I di Homberg  | Ita d'Asburgo             |  |  |       |  |  |                     |  |  |                     |  |
| Ida di Homberg                 |                    | Guarniero I di Homberg  |                           |  |  |       |  |  |                     |  |  |                     |  |
|                                |                    | N. di Zollern           | Federico I di Zollern     |  |  |       |  |  |                     |  |  |                     |  |
|                                |                    | N. di Zollern           | Federico I di Zollern     |  |  |       |  |  |                     |  |  |                     |  |
|                                |                    | N. di Zollern           | Udilde di Urach-Dettingen |  |  |       |  |  |                     |  |  |                     |  |
| Rodolfo II d'Asburgo           |                    | N. di Zollern           |                           |  |  |       |  |  |                     |  |  |                     |  |
|                                | Ulrico di Ramsberg | …                       |                           |  |  |       |  |  |                     |  |  |                     |  |
|                                | Ulrico di Ramsberg | …                       |                           |  |  |       |  |  |                     |  |  |                     |  |
|                                | Ulrico di Ramsberg | …                       |                           |  |  |       |  |  |                     |  |  |                     |  |
| Rodolfo di Pfullendorf-Bregenz | Ulrico di Ramsberg |                         |                           |  |  |       |  |  |                     |  |  |                     |  |
|                                |                    | Adelaide di Bregenz     | Ulrico X di Bregenz       |  |  |       |  |  |                     |  |  |                     |  |
|                                |                    | Adelaide di Bregenz     | Ulrico X di Bregenz       |  |  |       |  |  |                     |  |  |                     |  |
|                                |                    | Adelaide di Bregenz     | …                         |  |  |       |  |  |                     |  |  |                     |  |
| Ida di Pfullendorf-Bregenz     |                    | Adelaide di Bregenz     |                           |  |  |       |  |  |                     |  |  |                     |  |
|                                |                    | Guelfo I di Toscana     | Enrico IX di Baviera      |  |  |       |  |  |                     |  |  |                     |  |
|                                |                    | Guelfo I di Toscana     | Enrico IX di Baviera      |  |  |       |  |  |                     |  |  |                     |  |
|                                |                    | Guelfo I di Toscana     | Wulfhilde di Sassonia     |  |  |       |  |  |                     |  |  |                     |  |
| Elisabetta di Welfen           |                    | Guelfo I di Toscana     |                           |  |  |       |  |  |                     |  |  |                     |  |
|                                |                    | Uta di Schauenburg      | Goffredo di Calw          |  |  |       |  |  |                     |  |  |                     |  |
|                                |                    | Uta di Schauenburg      | Goffredo di Calw          |  |  |       |  |  |                     |  |  |                     |  |
|                                |                    | Uta di Schauenburg      | Liutgarda di Zähringen    |  |  |       |  |  |                     |  |  |                     |  |
|                                |                    | Uta di Schauenburg      |                           |  |  |       |  |  |                     |  |  |                     |  |